# Кичик-Алай (Ноокатский район)
Кичик-Алай (кирг. Кичик-Алай), также Кичи-Алай — село в Ноокатском районе Ошской области Кыргызстана. Входит в состав Исановского айылного аймака.

## География
Село расположено в западной части области, на левом берегу реки Кичик-Алай, на расстоянии приблизительно 38 километров (по прямой) к юго-востоку от города Ноокат, административного центра района.

## Население
Согласно оценочным данным Национального статистического комитета Кыргызской Республики, численность населения села на начало 2023 года составляла 284 человека.
| год     | 2009 | 2021 | 2023 |
| ------- | ---- | ---- | ---- |
| человек | 276  | 266  | 284  |